# I.Q.成熟時
《I.Q.成熟時》 是1980年代香港麗的電視青春愛情電視劇，1981年6月8日晚上七時零五分麗的一台首播，共有20集。本劇收視點高於無綫電視同時段同屬青春劇的劇集《荳芽夢》，成功打破翡翠台的慣性收視，成為麗的電視經典劇集之一。

## 創作背景
麗的電視承接由鍾保羅、莊靜而、蔡楓華主演，挾着同年2月首播的青春愛情電視劇集《青春三重奏》的餘威，開拍新的校園劇。
《青春三重奏》的部分演員如吳回和楊詩蒂均有參與此劇，是《青春三重奏》的姊妹作。

## 劇情大綱
花洒、朱仔、事頭婆、吱喳妹及阿姐等，是一所私立女校「聖羅蘭英文書院」的預科班學生，其中大部分因成績低落而留班。校長大白鯊為了重建校譽，打破傳統招收男生，於是預科班有三位男生加入，他們分別為阿Man、阿怪及阿強。此外，從越南來港的胡老師亦受聘任該班的班主任。
阿Man文武全才，在校大出風頭。他因時常照顧膽小之細細粒，兩人感情大進。
眾同學往夜店消遣，朱仔之表哥Peter在店內任歌手。Peter對花洒一見鍾情，主動替她補習，但她愛理不理，令Peter不安。
阿怪暗戀胡老師，而阿怪之父亦對胡老師有好感，遂產生三角戀情，導致父子不和。
朱仔之母為過氣名模，現開設一家時裝店，勸朱仔繼承母業，但朱仔不願意，欲致力讀書，希望成為女強人。
這群學生頑皮過人，時常以戲弄校長老師為樂，大白鯊與訓導主任塘虱決定進行分化政策，成立風紀隊，並任朱仔為Head Prefect。某次花洒作怪，被塘虱處罰，花洒以為朱仔告密，因而反臉。花洒報復，阿Man見不平，幫助朱仔，令細細粒不悅。
朱仔母欲再嫁，朱仔反對，其母再嫁之日，朱仔照常上學，回家見母自殺，即送母入院，阿Man助之，朱仔對阿Man生好感，細細粒傷心。後細細粒在阿Man鼓勵之下入選民歌比賽，兩人和好如初。
花洒富有，Peter卻因家貧而自卑，故決意多找幾份工作，賺多些錢陪花洒遊玩。
大白鯊命學生參加校際戲劇節，並點花洒、朱仔和阿Man為主角，惜未能進入決賽。花洒和朱仔被其死黨同學指責因無愛情生活經驗，所以落敗，故眾人提議兩人同時追求阿Man，看誰能勝出，於是他們倆就展開了一場愛情魅力比賽。在此期間，阿Man以為她們兩個都是他的好朋友，所以阿Man有心事會跟她倆個談，花洒聽過阿Man的傾訴會不以為意，不理解；而朱仔聽過阿Man的心事，會為他分擔，並開解阿Man。 因此，阿Man開始認定朱仔是紅顏知己。 原來，這次的愛情遊戲，勝出的標準是看誰首先得到阿Man的献吻⋯⋯

## 演員
- 蔡楓華 飾 彭濟財（Peter Pang），香港大學歷史系學生
- 鍾保羅 飾 文樹森（阿Man）
- 鄧藹霖 飾 黃玉珠（朱仔）
- 莊靜而 飾 湯嘉棣（花灑）
- 鄧慧詩 飾 許洵麗（細細粒／阿Cat）
- 車保羅 飾 楊　熹（阿怪／汽水怪）
- 張　錚 飾 阿怪之父親，小食店老闆
- 楊詩蒂 飾 胡老師（Miss Woo）
- 莫少聰 飾 古耀輝（古惑仔）
- 譚德成 飾 張永強（阿強）
- 何淑嫻 飾 何美芬（吱喳妹）
- 冼金華 飾 冼美華（事頭婆）
- 梁淑蘭 飾 梁珍納（阿姐）
- 陳敏兒 飾 林敏兒（林黛玉）
- 周美玲 飾 周小玲（阿蒙）
- 李燕萍 飾 校　長（戴夫人/大白鯊）
- 伍永森 飾 唐主任（塘虱）
- 吳　回 飾 老先生
- 蕭山仁 飾 阿Man之父親
- 梁舜燕 飾 阿Man之母親
- 良　鳴 飾 Peter Pang之父親，的士司機
- 鄧碧梅 飾 Peter Pang之姐姐
- 馮　真 飾 朱仔之母親
- 鄭文霞 飾 花灑之母親
- 許淑嫻 飾 花灑之細媽
- 黃鈺賢 飾 體育老師

## 軼事
- 特約演員周星馳：第一集下半部份，鍾保羅等三個男生，到處找學校報讀中六預科班，在一家男校被周星馳客串演出的學生會會長擋路，強迫鍾保羅等入會接受保護。此事令鍾保羅等十分害怕，不敢入校報讀，在走投無路之下，最後選擇入讀聖羅蘭英文書院，成為女校男生。[1]

- 友情客串黃夏蕙：第十一集的中段，阿怪之父親因感情失落而借酒消愁，後來接受阿Man父親的慫恿，被安排與飾演富有寡婦的黃夏蕙相親約會，但過程使怪父十分尷尬，之後怪父更以「異形」來形容黃。

## 相關
- 香港式BBQ
- 慈善獎券
- 麥理浩徑
- 戶口調查
- 風紀、校規、心理戰術
- 黑膠唱片
- 派對
- 啟德遊樂場
- 山頂公園
- 愛情遊戲
- 香港高等程度會考

## 外部参考
- IQ成熟人面全非 那時那地那人：鄧藹霖痛惜鍾保羅、蔡楓華（页面存档备份，存于）
- 《I.Q.成熟時》此劇出現的香港電視劇時代背景
- I.Q.成熟時2007（页面存档备份，存于）
- 周星馳 處男演出@麗的電視 I.Q.成熟時 1981（页面存档备份，存于）
- 周星馳同學@IQ成熟時（页面存档备份，存于）